# Automeris andensis
Automeris andensis é uma espécie de mariposa do gênero Automeris, da família Saturniidae.
Sua ocorrência foi registrada no Equador, na província de Sucumbíos, a uma altitude de 660 m. Também é encontrada na Bolívia e no Peru.